# Imitator

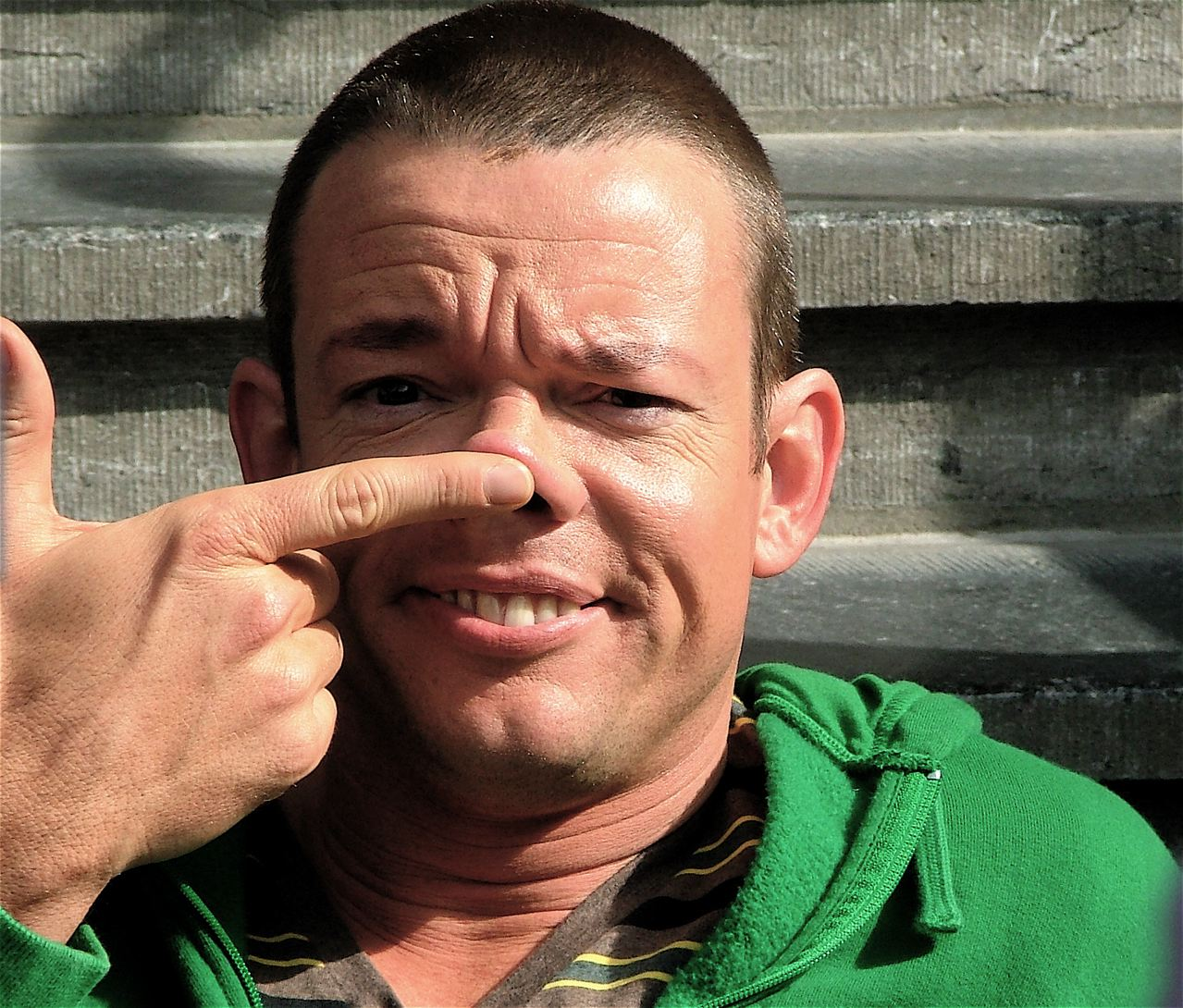
Imitatie van Filemon Wesselink door Paul Groot

Een imitator is een entertainer die bekende personen qua stem of mimiek nadoet, zodat zijn publiek amper verschil hoort. Dit wordt meestal gedaan door komieken, met de bedoeling op het gevoel van herkenning bij het publiek te spelen en hen zo aan het lachen te brengen. 
Sommige imitaties zijn echter ook ernstig bedoeld. Zo kan een zanger of groep nummers van een bekende artiest coveren, verkleed als de desbetreffende artiest, met als enige doel zo aangenaam mogelijk het origineel te benaderen. Dit gebeurt meestal met artiesten die inmiddels al overleden zijn, geen concerten meer geven of simpelweg te duur zijn voor het algemene publiek. Een goed voorbeeld zijn Elvis-imitatoren. 
Acteurs in ernstige theater-, televisie-, radio- of filmproducties die een echt bestaande persoon moeten spelen zullen ook imitatie gebruiken. Alleen letten ze er op dat ze niet in karikatuur verzanden en zo onbedoeld het publiek op de lachspieren werken. Hun voornaamste streefdoel is geloofwaardigheid.

## Uitvoering
Het imiteren van een persoon vergt soms maanden oefenen. Speciale aandachtspunten voor de stem zijn doorgaans de klank, het timbre, typische stopwoorden of catchphrases, tics en spraakgebreken, ... Ook de manier waarop de geïmiteerde persoon beweegt en wandelt is interessant studiemateriaal. Het uiterlijk is meestal het makkelijkst ensceneren, gezien make-up, kledij, pruiken en valse lichaamsdelen de illusie vanzelf tot stand kunnen brengen. Al deze voorbereidingen hangen ook af van het medium waarvoor de imitatie bestemd is. Voor radio en animatie is de stemimitatie alleen al voldoende. Wanneer men voor een zaal, televisieserie of film optreedt is een verkleedpartij niet essentieel, maar het kan wel voor extra komisch effect zorgen. 
Hoe moeilijk een imitatie is hangt doorgaans af van de intenties en/of het talent van de imitator. Als de stem van degene die hij imiteert op de zijne lijkt zal, hij minder moeite hoeven doen. Wanneer hij zijn stembanden moet forceren kan het erg moeilijk worden om het lang te vol te houden. Indien de imitator zich echter tevreden stemt met simpelweg een karikatuur van de bekende stem te maken en geen levensechte imitatie zal het doorgaans ook makkelijker zijn. Sommige bekende personen hebben zo'n uniek excentriek gedrag of opvallende stem dat ze zelfs al bij een halfslachtige imitatie moeiteloos herkenbaar zijn. 
Ook de reactie van de geïmiteerde zelf kan verschillen. Sommige mensen kunnen het niet verdragen wanneer men hen nadoet. Anderen vinden het dan weer een hele eer. Het komt ook vaak voor dat de geïmiteerde zichzelf slechts ten dele of niet in de imitatie herkent. Dit is een gevolg van het feit dat men zijn of haar eigen(aardig)heden niet altijd zelf opmerkt. Charlie Chaplin nam ooit incognito deel aan een Chaplin-imitatiewedstrijd en eindigde derde; de jury vond twee andere kandidaten meer op Chaplin lijken dan hemzelf.

## Bekende imitatoren
- Alex Agnew
- Ronni Ancona
- Guga Baúl
- Walter Baele
- Chris Barrie
- Mel Blanc
- Steve Bridges
- Wim de Bie
- Jeroen van der Boom
- Carlo Boszhard
- Dana Carvey
- Clara Cleymans
- Jimmy Fallon
- Paul Groot

- Lenny Henry
- Hal Holbrook
- Kees van Kooten
- Ella Leyers
- Wim Coenen
- Dirk Denoyelle
- André van Duin
- Chris Van den Durpel
- Frans van Dusschoten
- Rinie van den Elzen
- Tine Embrechts
- Dick Engelbracht
- Edwin Evers
- Rich Little

- Alistair McGowan
- Nathalie Meskens
- Irene Moors
- Erik van Muiswinkel
- Jochem Myjer
- Jan Oradi
- Robert Paul
- Owen Schumacher
- Peter Sellers
- Chris Van Espen
- Jonas Van Geel
- Robin Williams

## Imitaties in muziek
Ook in muziek kan er sprake zijn van imitaties. Een bekend voorbeeld is Sammy Davis jr. Tijdens zijn concerten zong hij vaak het nummer One For My Baby (One More For The Road) en tijdens het zingen van het nummer deed hij beurtelings de stem van een andere beroemdheid na (meestal Humphrey Bogart, James Cagney, Nat King Cole, Cary Grant, Louis Armstrong, Tony Bennett, Marlon Brando, Dean Martin en Jerry Lewis).
Frank Zappa liet een van zijn groepsleden, Adrian Belew, tijdens het nummer "Flakes" op zijn album Sheik Yerbouti (1979) folkzanger Bob Dylan imiteren. 
Def P imiteerde Henny Vrienten in de Osdorp Posse-nummers "Het Voorprogramma" en "Carrière Maken".

## Bekende voorbeelden van imitaties in entertainment
- Alistair McGowan's Big Impression
- Mel Blanc imiteerde in de Looney Tunes-tekenfilms geregeld Hollywoodacteurs, zoals Peter Lorre.
- Jim Carrey heeft een bekende act waarbij hij Clint Eastwood's mimiek exact imiteert.
- Charlie Chaplin imiteerde Adolf Hitler in zijn film The Great Dictator (1940).
- Chris & Co
- Dead Ringers
- Dik Voormekaar Show
- Andy Kaufman had een bekende act waarbij hij eerst allerlei beroemdheden barslecht nadeed in zijn eigen stem om het publiek op het verkeerde been te zetten. Daarna imiteerde hij plots Elvis Presley onverwacht levensecht.
- Koefnoen
- Kopspijkers
- Madtv
- Eddie Murphy voert tijdens zijn zaalshows graag imitaties van Stevie Wonder, James Brown, Elvis Presley, Michael Jackson en Bill Cosby op.
- Not the Nine O'Clock News
- Heel wat parodiefilms bevatten imitaties van bekende politici en/of entertainers.
- Bart Peeters imiteert vaak (ex-)televisiedirecteur Cas Goossens.
- Saturday Night Live
- De animatieserie South Park imiteert ook veel beroemdheden, maar doet expres geen moeite om deze stemmen echt te laten lijken.
- Spitting Image, een poppenserie waar karikaturen van beroemdheden werden opgevoerd en hun stemmen ook exact geïmiteerd werden.
- Acteur Kevin Spacey staat erom bekend dat hij goed bepaalde collega-acteurs kan imiteren, zoals James Stewart, Marlon Brando, Al Pacino, Christopher Walken, ...
- Tegen de Sterren op
- That's My Bush!
- De TV Kantine
- Typisch Chris
- Kurt Van Eeghem imiteerde vroeger geregeld koning Boudewijn van België.
- Van Kooten en De Bie hadden hun eigen typetjes, maar af en toe imiteerden ze ook bekende Nederlandse mediafiguren en politici.

## Imitatoren die niet bedoeld zijn als entertainment

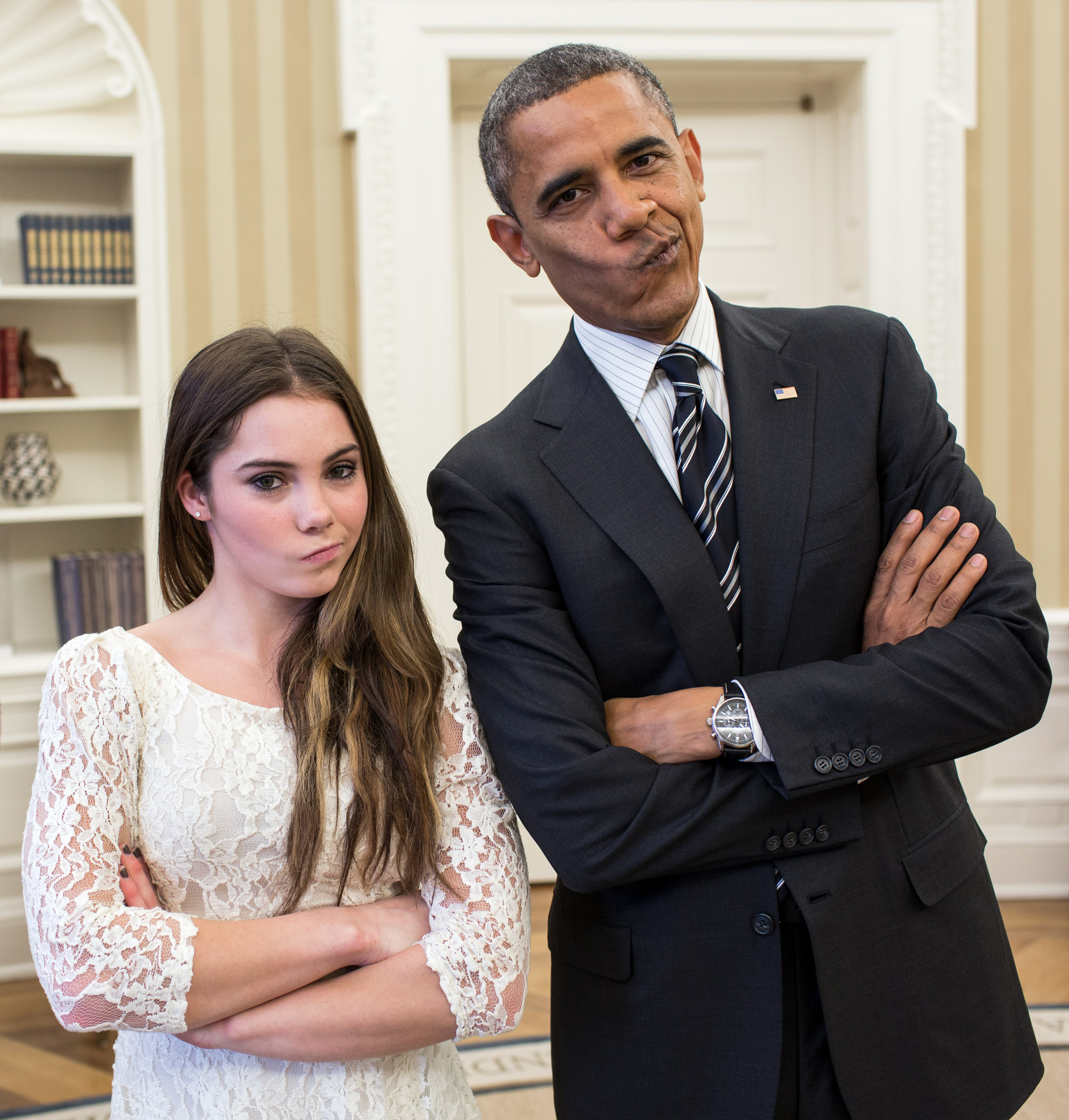
Barack Obama imiteert McKayla Maroneys niet onder de indruk in de Oval Office.

Heel wat staatshoofden en militairen maken gebruik van dubbelgangers om zichzelf tegen aanslagen te beschermen. Deze imitatoren dienen dan ook als afleidingsmanoeuvre. Popsterren maken soms ook gebruik van dubbelgangers om zelf incognito aan een (ander) evenement te kunnen deelnemen. 
Een strafbare vorm van imitatie is identiteitsdiefstal. Een misdadiger neemt hierbij andermans identiteit aan met de bedoeling mensen te bedriegen en op te lichten. Een bekend historisch voorbeeld is Wilhelm Voigt, een Duitser die zich voordeed als een legerkapitein en hiermee een gans dorp voor de gek hield, inclusief echte militairen.